# Giuliano Bardín
Giuliano Gabriel Bardín es un futbolista argentino. Juega como delantero o extremo y su primer equipo fue Belgrano de Córdoba. Actualmente se desempeña en Instituto de Córdoba.

## Trayectoria
Con tan solo 16 años fue preseleccionado nacional sub-20 y un año después por sus buenas actuaciones en las inferiores de Belgrano (10 goles en 15 partidos) en la quinta división de AFA, fue citado por Daniel Primo para el primer equipo. 
Su debut profesional fue el 22 de noviembre de 2009 frente a Boca Unidos jugando en la posición de volante por izquierda en un partido correspondiente a la B Nacional. Mientras que su debut en la Primera División sucedió el 11 de septiembre de 2011 ante Independiente, ubicándose también como volante. 
Su primer gol oficial fue ante Sacachispas por los 32vos de final de la Copa Argentina, el 30 de noviembre de 2011. 
Giuliano se mostraba como una gran apuesta para la primera, hasta que se lesiona en marzo del año siguiente y demorara su puesta a punto para competir por la titularidad.
En junio de 2014, en busca de mayor continuidad se integra a Gimnasia de Jujuy donde apenas jugó un partido ante Instituto de visitante.

## Clubes
| Club                      | País      | Año       |
| ------------------------- | --------- | --------- |
| Belgrano de Córdoba       | Argentina | 2009-2014 |
| Gimnasia de Jujuy         | Argentina | 2014      |
| Instituto de Córdoba      | Argentina | 2015      |
| Estudiantes de Río Cuarto | Argentina | 2016-?    |

## Estadísticas
| Club                   | Temporada           | Liga | Liga | Copa Nacional | Copa Nacional | Internacional | Internacional | Total | Total |
| Club                   | Temporada           | PJ.  | G.   | PJ.           | G.            | PJ.           | G.            | PJ.   | G.    |
| ---------------------- | ------------------- | ---- | ---- | ------------- | ------------- | ------------- | ------------- | ----- | ----- |
| Belgrano Argentina     | 2009/10             | 1    | 0    | -             | -             | -             | -             | 1     | 0     |
| Belgrano Argentina     | 2010/11             | 4    | 0    | -             | -             | -             | -             | 4     | 0     |
| Belgrano Argentina     | 2011/12             | 4    | 0    | 2             | 1             | -             | -             | 6     | 1     |
| Belgrano Argentina     | 2012/13             | 0    | 0    | 0             | 0             | 0             | 0             | 0     | 0     |
| Belgrano Argentina     | 2013/14             | 1    | 0    | 0             | 0             | -             | -             | 1     | 0     |
| Belgrano Argentina     | Tot. Belgrano       | 10   | 0    | 2             | 1             | 0             | 0             | 12    | 1     |
| Gimnasia (J) Argentina | 2014/15             | 1    | 0    | 0             | 0             | -             | -             | 1     | 0     |
| Gimnasia (J) Argentina | Tot. Gimnasia       | 1    | 0    | 0             | 0             | 0             | 0             | 1     | 0     |
| Instituto Argentina    | 2015                | 3    | 0    | 1             | 0             | -             | -             | 4     | 0     |
| Instituto Argentina    | Tot. Instituto      | 3    | 0    | 1             | 0             | 0             | 0             | 4     | 0     |
| Total en su carrera    | Total en su carrera | 14   | 0    | 3             | 1             | 0             | 0             | 17    | 1     |

## Palmarés

### Ascensos
| Logro                      | Club     | Temporada |
| -------------------------- | -------- | --------- |
| Ascenso a Primera División | Belgrano | 2010-11   |